# Hraný film
Hraný film je soubor statických záběrů, které se střídají tak rychle, že vytvářejí iluzi souvislého pohybu zobrazovaných objektů. Záběry pak bývají obvykle za sebou seřazeny tak, aby tvořily nějaký souvislý děj. Aby byl film hraný, je třeba, aby alespoň některé zobrazované objekty byli lidé, kteří mají určité role, tedy se projevují určitým způsobem, který jim není přirozený a jednají (hrají) tak pouze pro účely filmu.
Hrané filmy bývají obvykle natáčeny podle předem připraveného scénáře, který přesně vymezuje celý děj filmu.
Hraný film je také někdy považován[kým?] za zvláštní typ nejevištní audiovizuální formy divadla, respektive bývá považován[kým?] za specifickou odrůdu scénického umění.

## Rozdělení
Hrané filmy lze rozdělit na klasickou kinematografii určenou pro promítání v kinech a dále na doposud specifickou podskupinu, kterou tvoří televizní film, určený primárně pro televizní vysílání. Lze očekávat, že s rozvojem elektronických informačních medií a prostředků resp. digitálních kamer, toto rozdělení v budoucnu pozbude svého původního významu.

## Filmové profese
Vzhledem k tomu, že v každém hraném filmu musí vystupovat nejméně jeden (ale zpravidla mnohem více) herec, k ostatním tradičním filmovým profesím jako je režisér, scenárista, kameraman apod., přibývají v hraném filmu specializované filmové profese, které pečují o herce vystupující před kamerou, zejména o jejich výběr (casting), vizáž (maskér), oblečení (kostymér) a další.